# Кайринен, Каан
Ка́ан Ка́йринен (фин. Kaan Kairinen; род. 22 декабря 1998, Турку) — финский футболист, играющий на позиции полузащитника. Выступает за чешский клуб «Спарта (Прага)».

## Клубная карьера
Кайринен является воспитанником клуба «Интер» из города Турку. Стал тренироваться с основой клуба ещё в 15 лет. 25 октября 2014 года, когда игроку не было ещё и 16-ти лет, он дебютировал в финском чемпионате в поединке против «Яро», выйдя на замену на 70-й минуте вместо Кайле Кауппи. Стал вторым самым молодым игроком в истории клуба, был назван ведущим мировым изданием The Guardian в числе самых молодых талантов мира.
В сезоне 2015 года был основным игроком команды, вёл игру в центре поля. Провёл в чемпионате 26 игр, из них в 17-ти выходил в стартовом составе. 1 февраля 2016 года подписал трёхлетний контракт с датским клубом «Мидтьюлланн». По слухам, находился в сфере интересов «Тоттенхэм Хотспур».

## Карьера в сборной
Является основным игроком юношеских сборных Финляндии своего возраста. Принимал участие в квалификационных отборочных раундах в чемпионатам Европы, однако в финальную часть не выходил. Во взрослой сборной Финляндии дебютировал 8 января 2019 года, в товарищеском матче сборных Швеции и Финляндии.